# برج القاهرة
برج القاهرة (ويُطلق عليه أحيانًا: «برج الجزيرة») هو برج يقع في العاصمة المصرية القاهرة، بُني بين عامي 1956 و1961 من الخرسانة المسلحة على تصميم زهرة اللوتس المصرية، من تصميم المهندس نعوم شبيب، ويقع في قلب القاهرة على جزيرة الزمالك بنهر النيل.
يصل ارتفاعه إلى 187 متراً وهو أعلى من الهرم الأكبر بالجيزة بحوالي 43 مترا.
يوجد على قمة برج القاهرة مطعم سياحي على منصة دوارة تدور برواد المطعم ليروا معالم القاهرة من كل الجوانب.
ويعد البرج من أبرز معالم القاهرة ويتكون من 16 طابقاً ويقف على قاعدة من أحجار الجرانيت الأسواني التي سبق أن استخدمها المصريون القدماء في بناء معابدهم ومقابرهم، وتستغرق الرحلة داخل مصعد البرج للوصول إلى نهايته 45 ثانية لتشاهد عندما تقف على القمة بانوراما كاملة للقاهرة، الأهرامات، مبنى التلفزيون، أبي الهول، النيل، قلعة صلاح الدين، الأزهر وفي الطابق 14 مطعم.

## تاريخ البرج
برج القاهرة تم بناؤه في عهد الرئيس جمال عبد الناصر وتكلف بناؤه 6 ملايين جنيه مصري، وقتها كانت الولايات المتحدة قد أعطتها لمصر بهدف التأثير على موقفها المؤيد للقضية الجزائرية ضد الاحتلال الفرنسي. وعن هذا يقول المؤرخ العسكري جمال حماد عندما تم بناء البرج كان له اسمان فالأميركان أطلقوا عليه «شوكة عبد الناصر»، أما المصريون فقد أطلقوا عليه اسم «وقف روزفلت». - لم يكن أطول برج في العالم في ذلك الوقت ولكن يأتي بعد برج أيفل .[محل شك]

## تجديده
تم تجديد برج القاهرة في عمل استمر حوالي سنتين من 2006 حتى 2008 وذلك من قبل شركة المقاولون العرب المصرية وكلفت عمليه الترميم والإصلاح حوالي 15 مليون جنيه وهي تتضمن معالجة وترميم خرسانة البرج وإضافة عدد 3 أدوار هياكل معدنية أسفل البرج المطعم ببدن البرج، ودور آخر أعلى المدخل الرئيسي مباشرة وإنشاء سلم للطوارئ ومصعد للزائرين وتطوير مدخل البرج وكذلك تشطيب واجهات البرج وإضافة إضاءة خارجية جديدة.

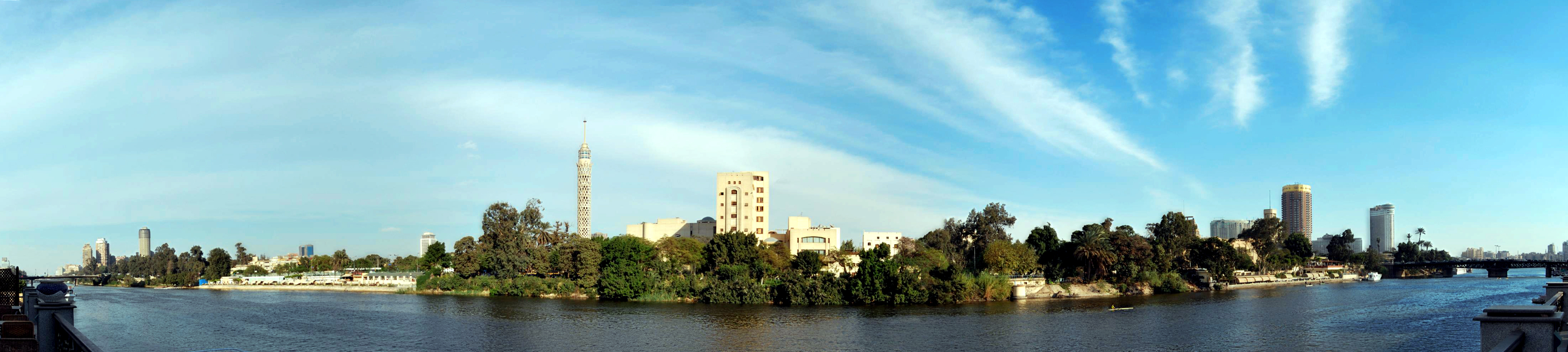
صورة بنورامية تظهر جزيرة الزمالك وبرج القاهرة على اليسار وبرجى سوفيتل وجراند حياة بالترتيب على اليمين.

## معرض صور

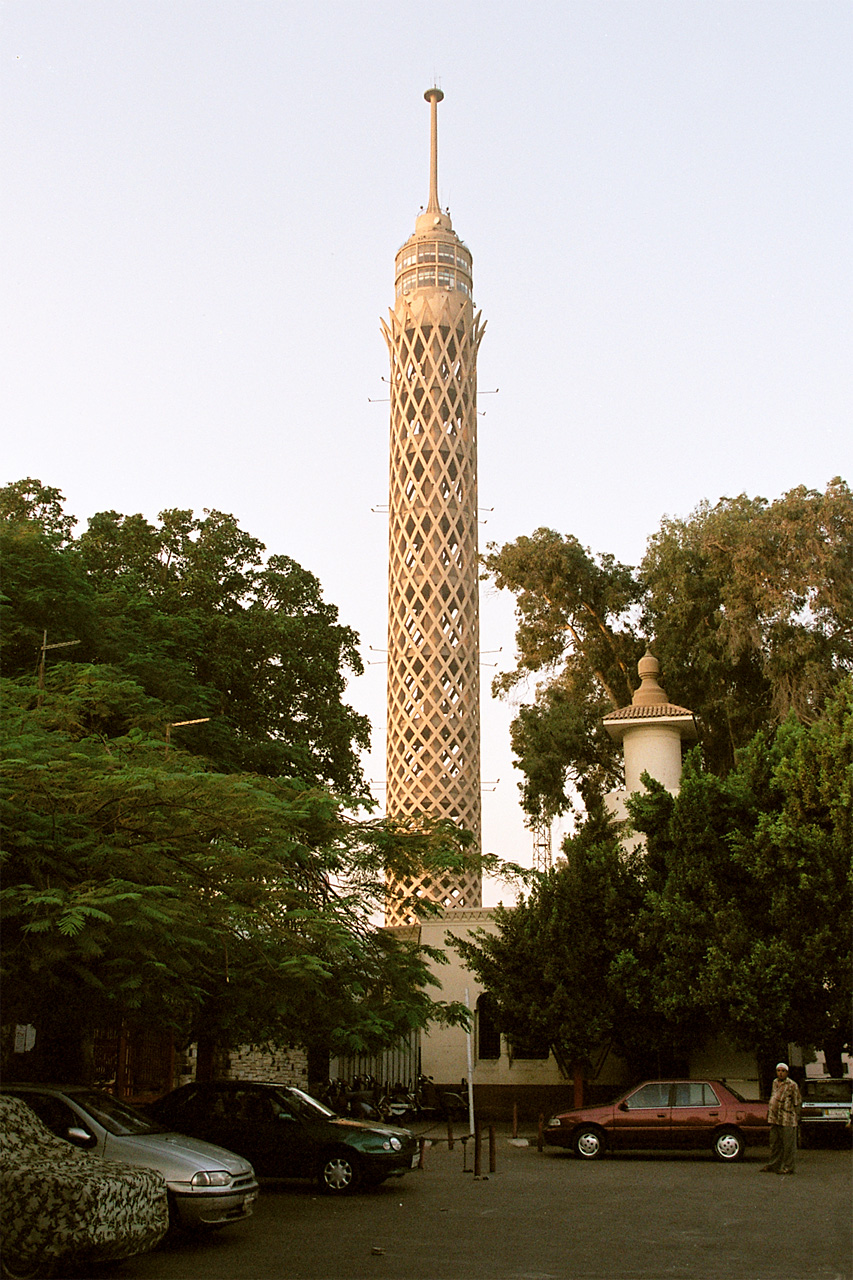
برج القاهرة صباحاً عام 2004 قبل التطوير.
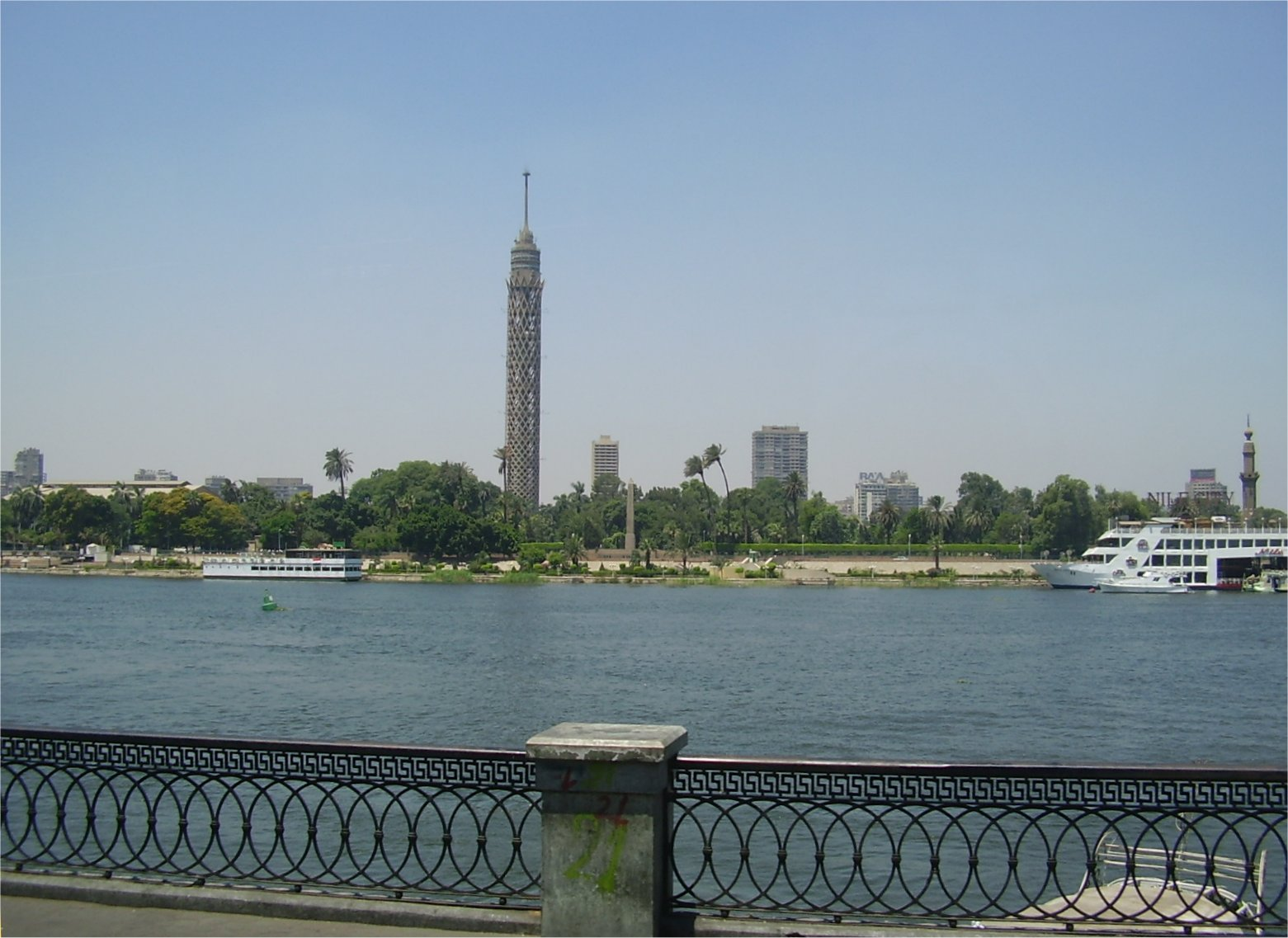
برج القاهرة والنيل عام 2005.
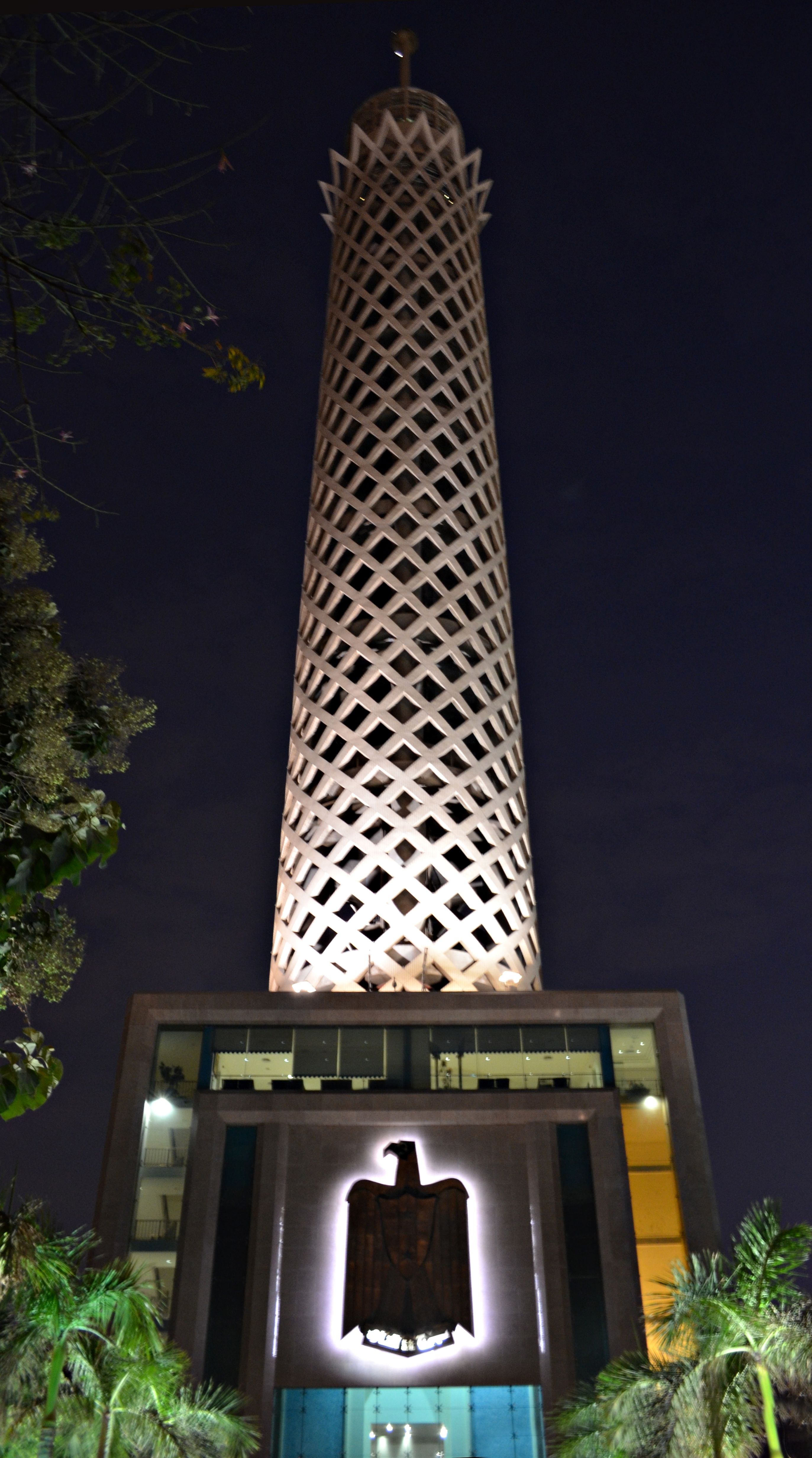
أسفل البرج ليلاً.
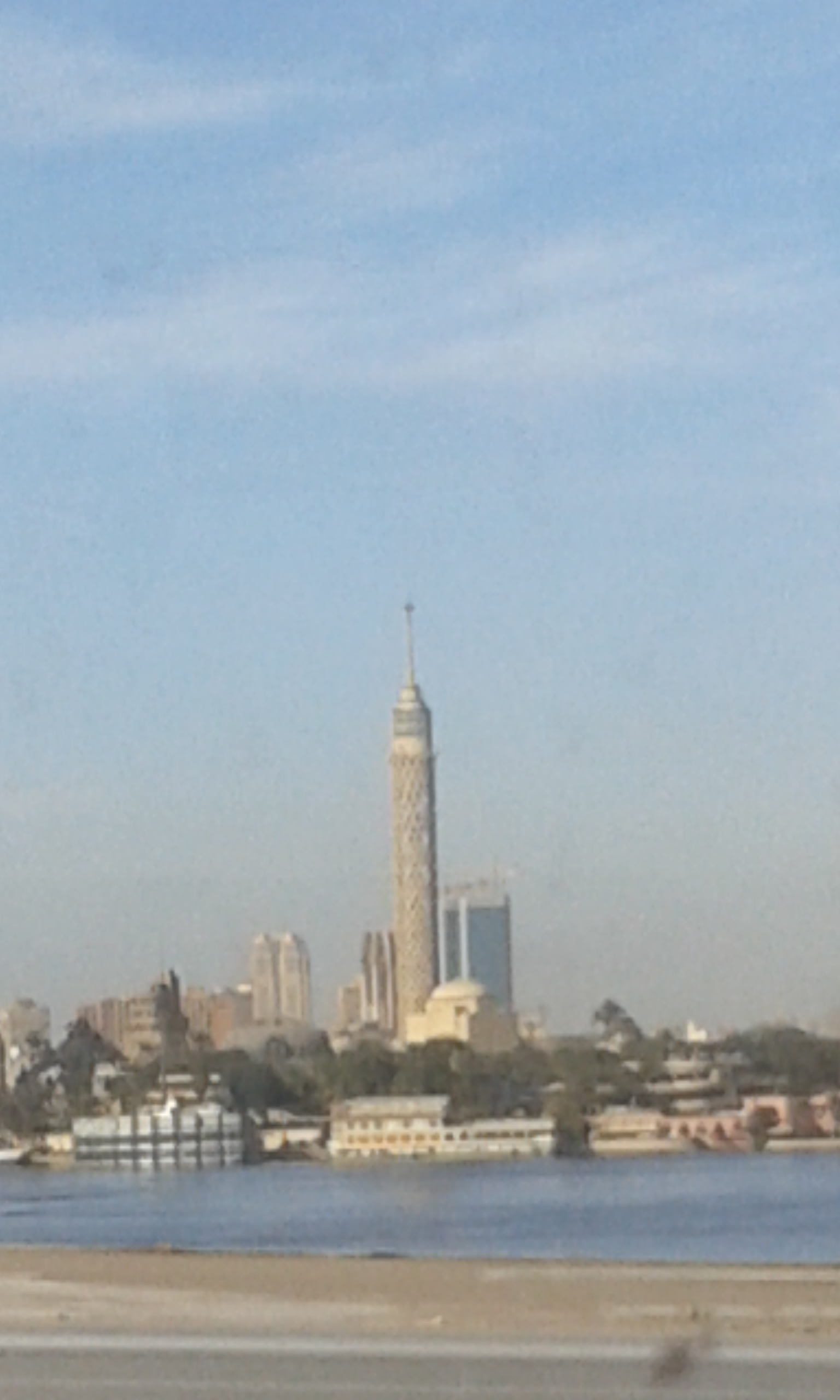
البرج مع النيل
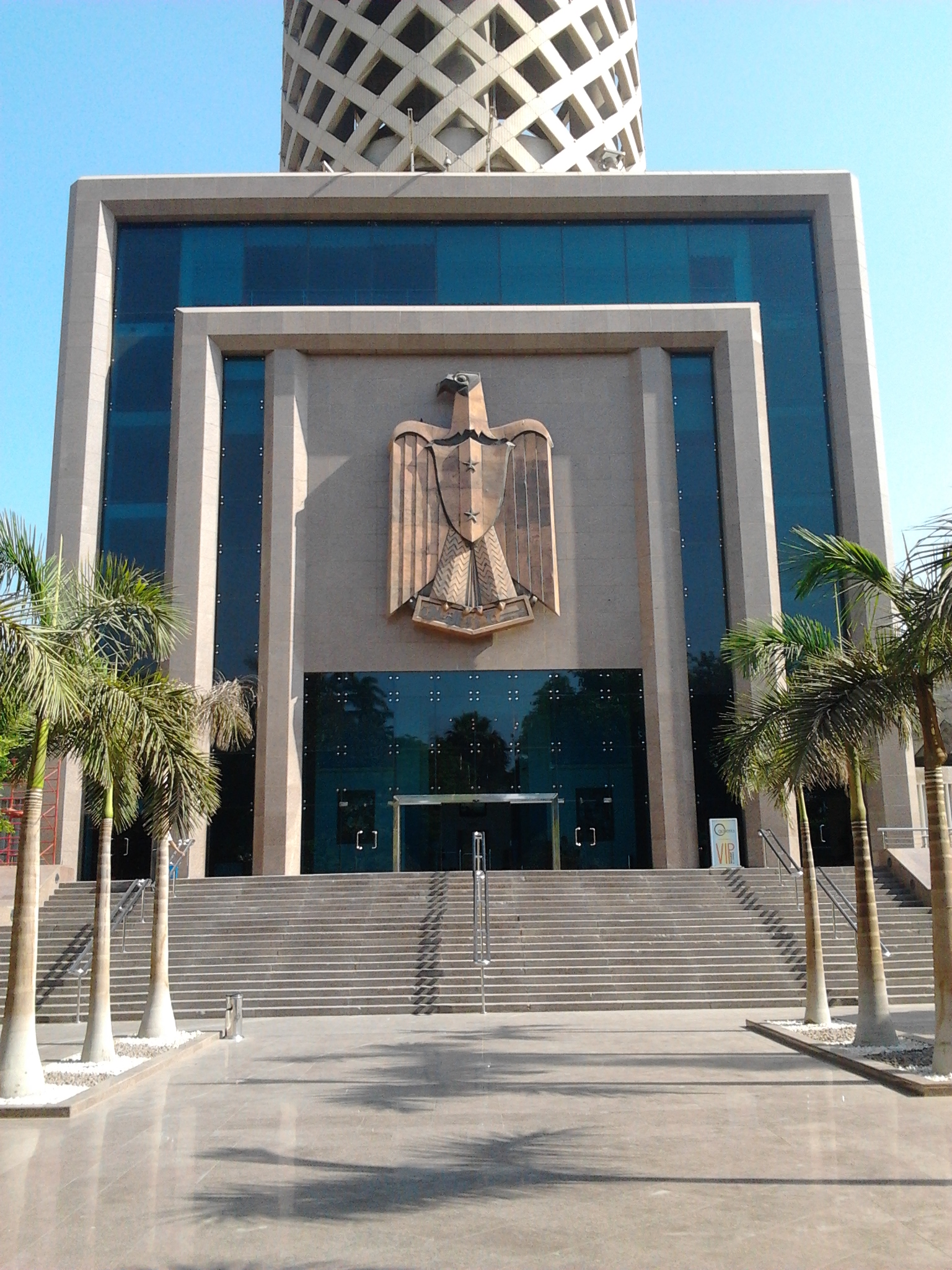
مدخل البرج
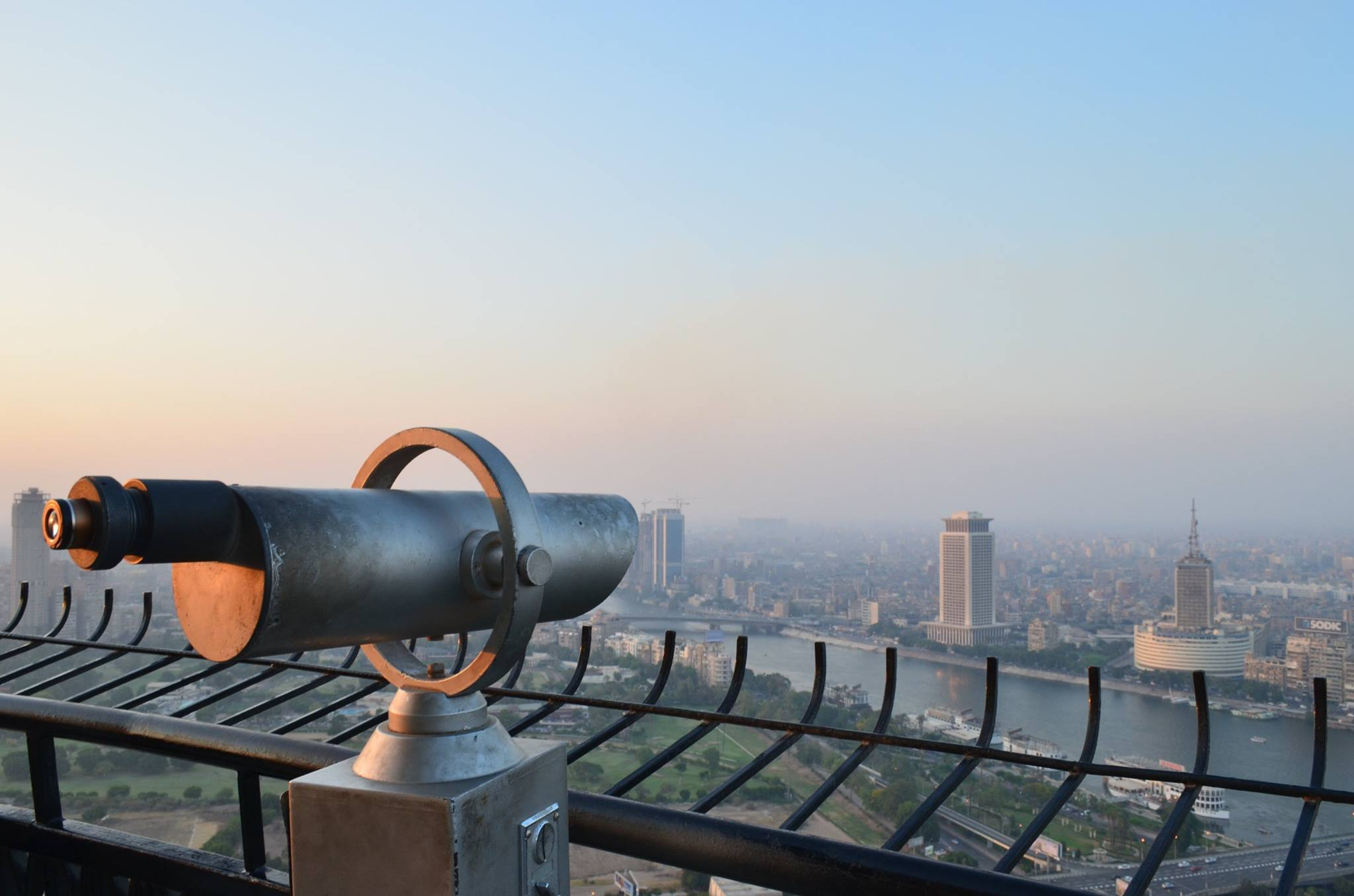
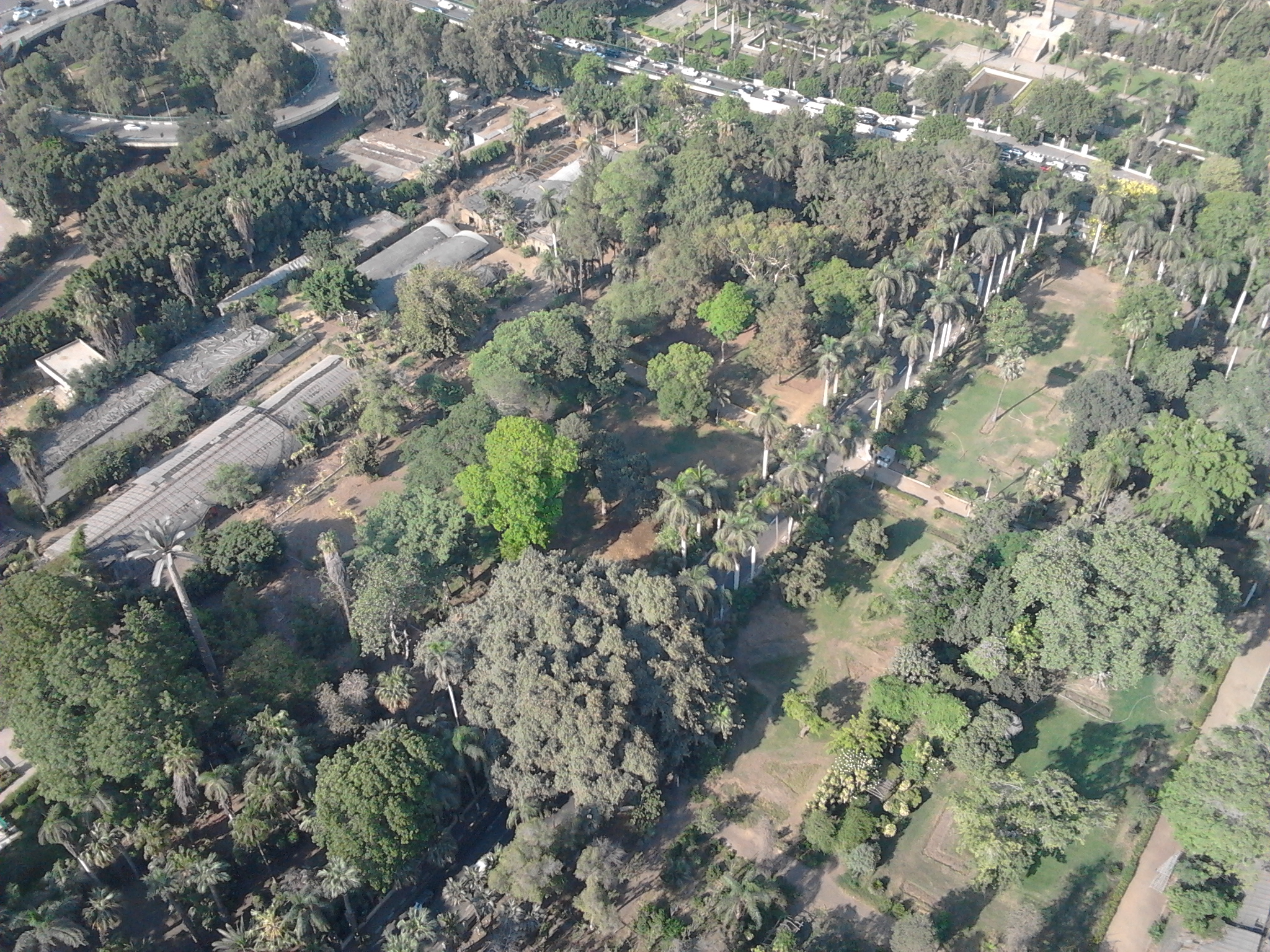
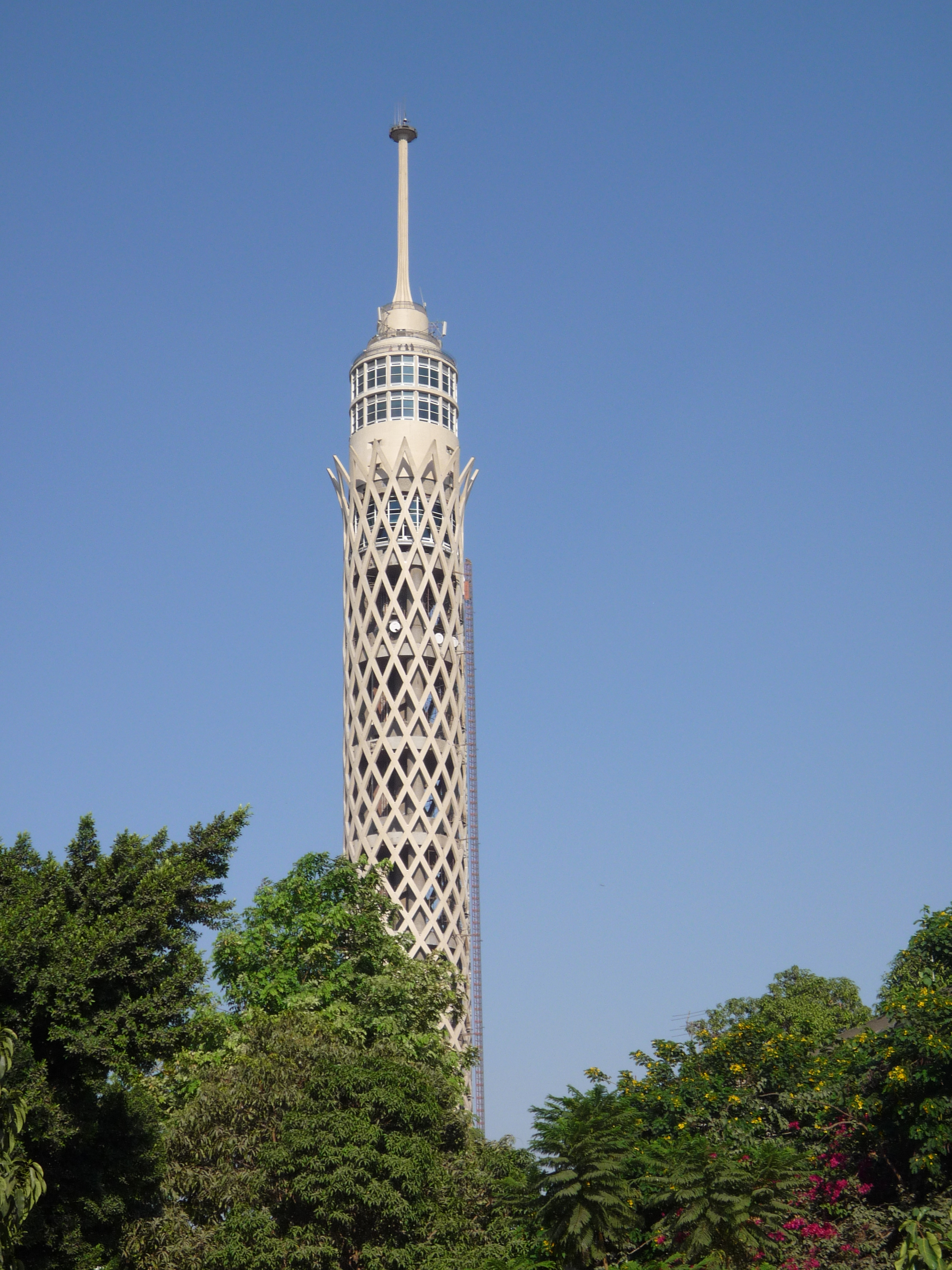
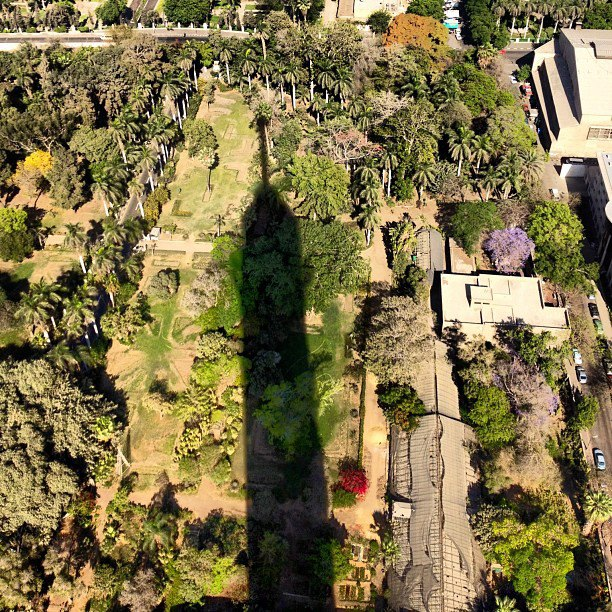
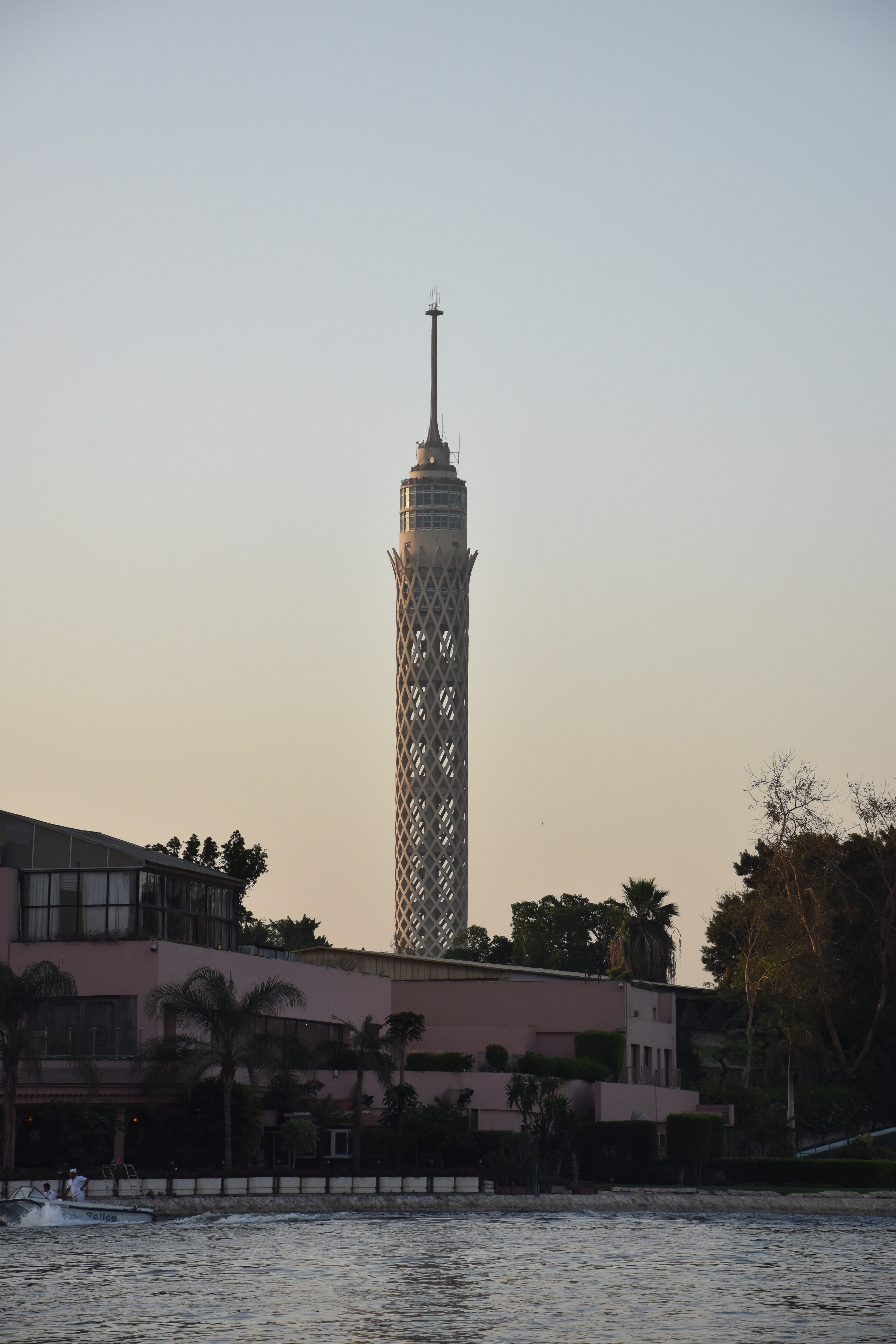
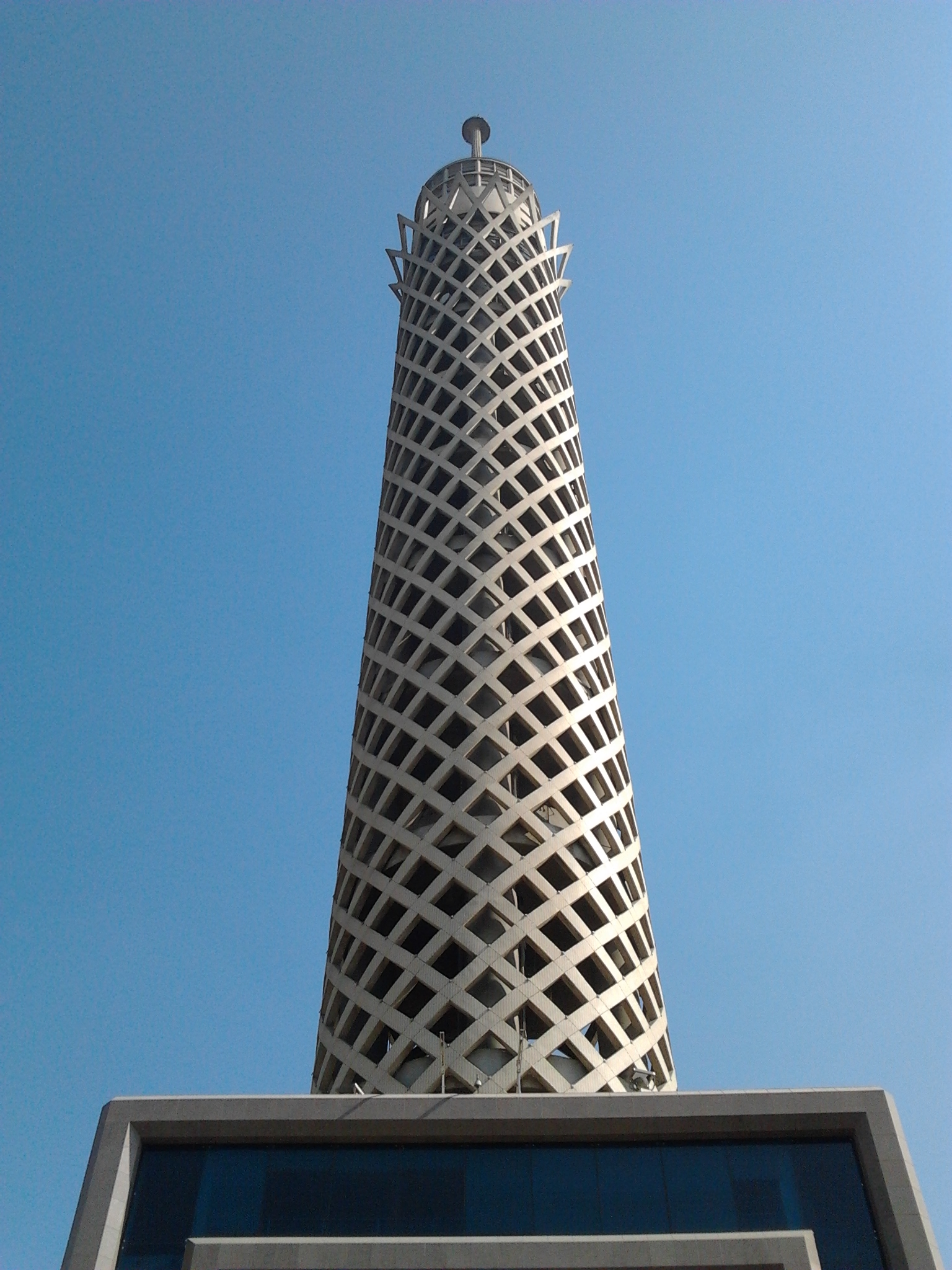
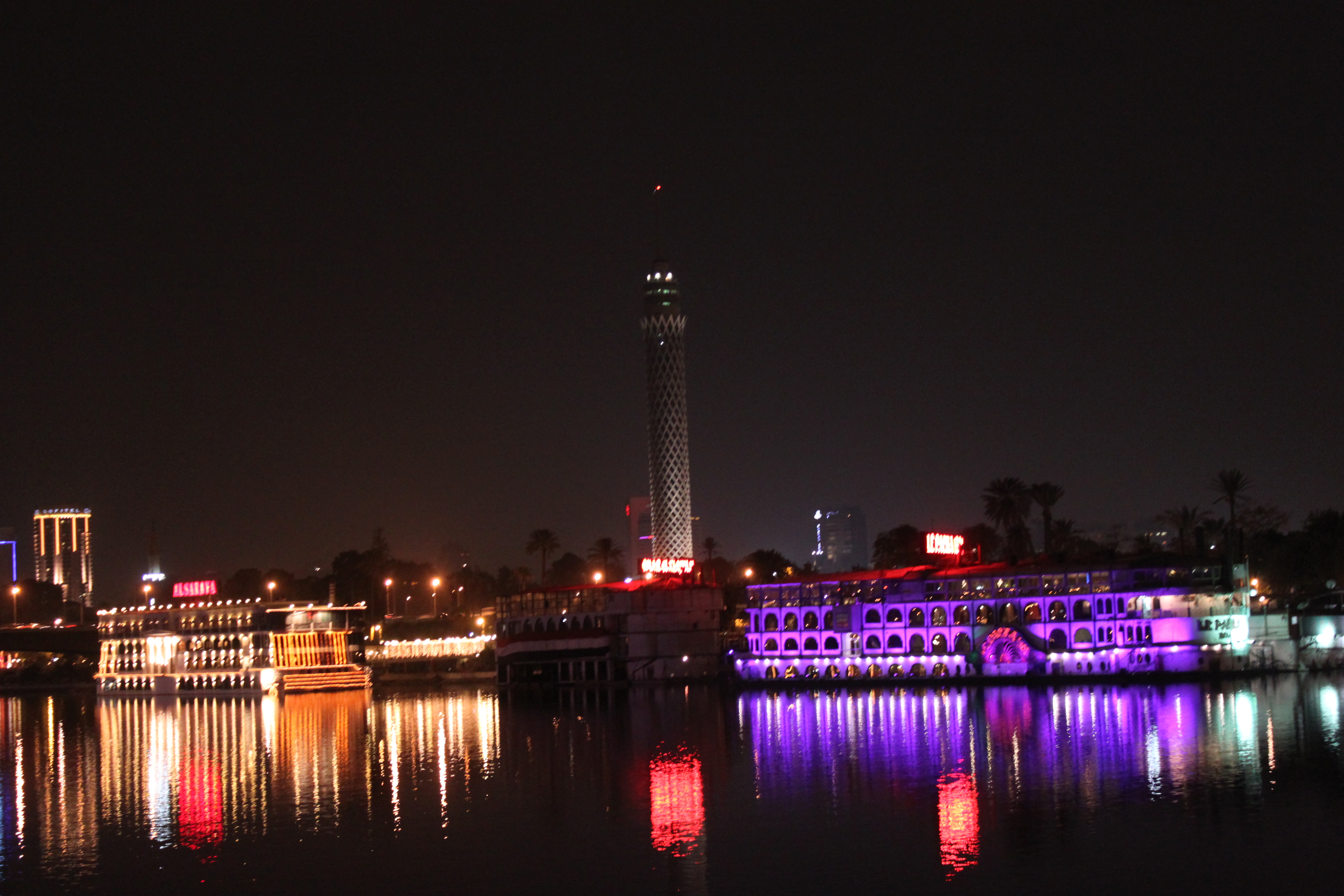
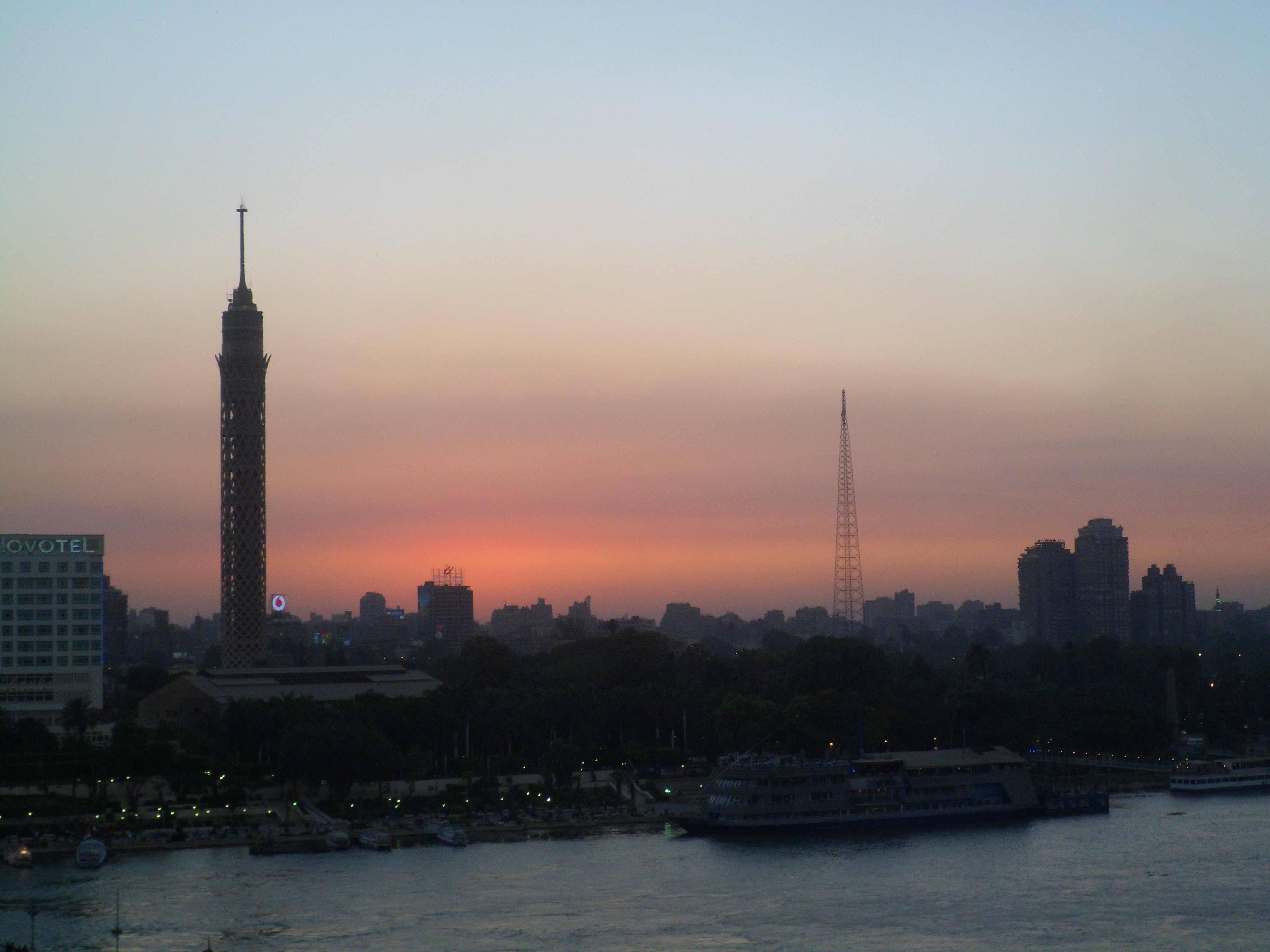
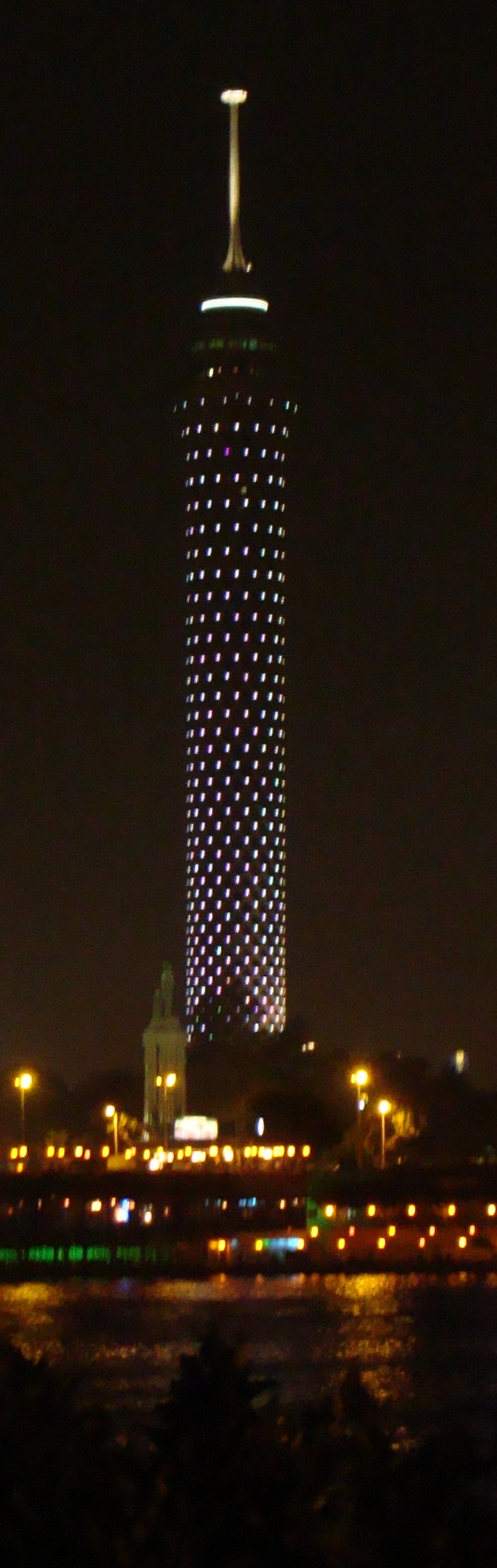
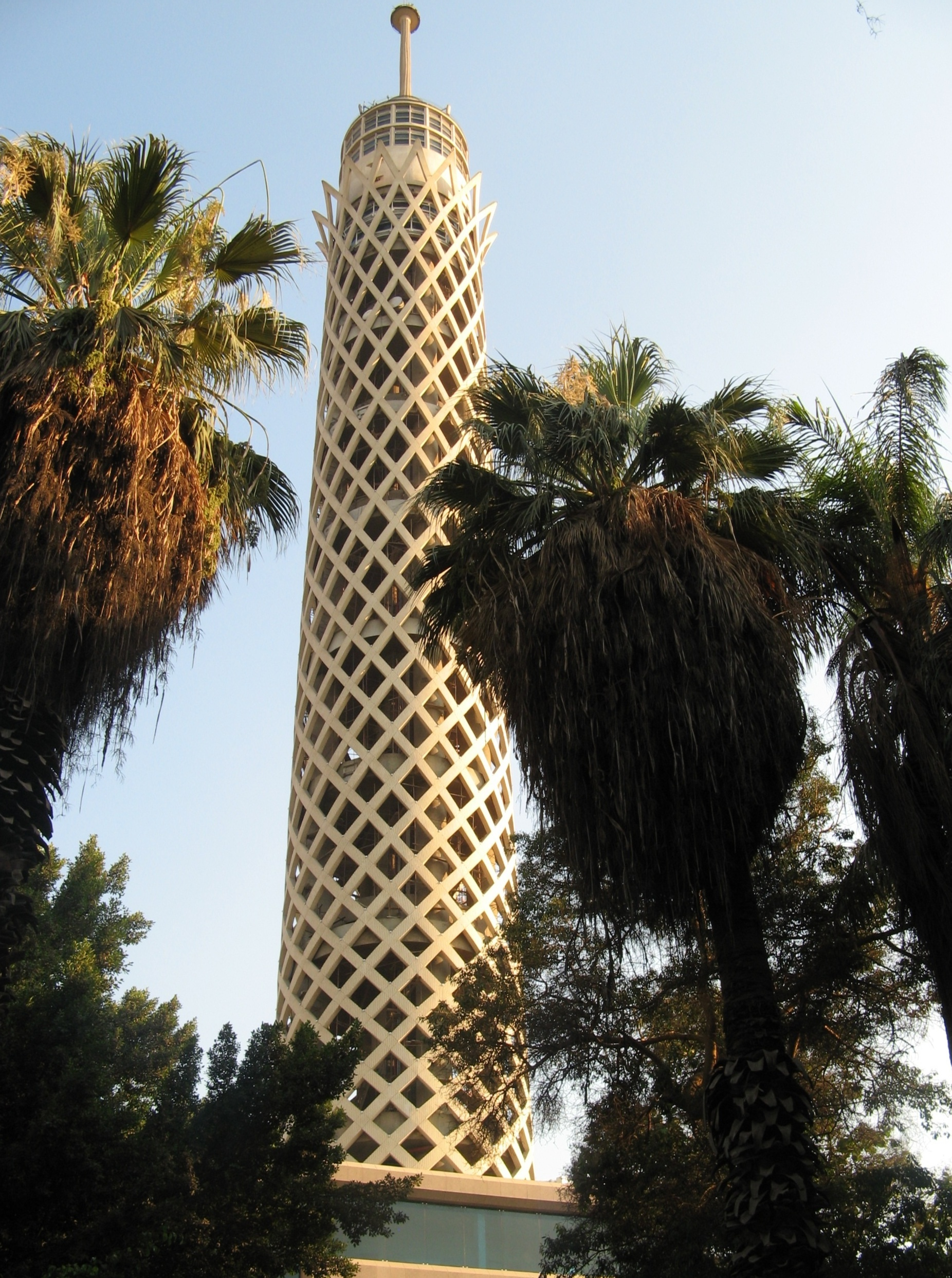
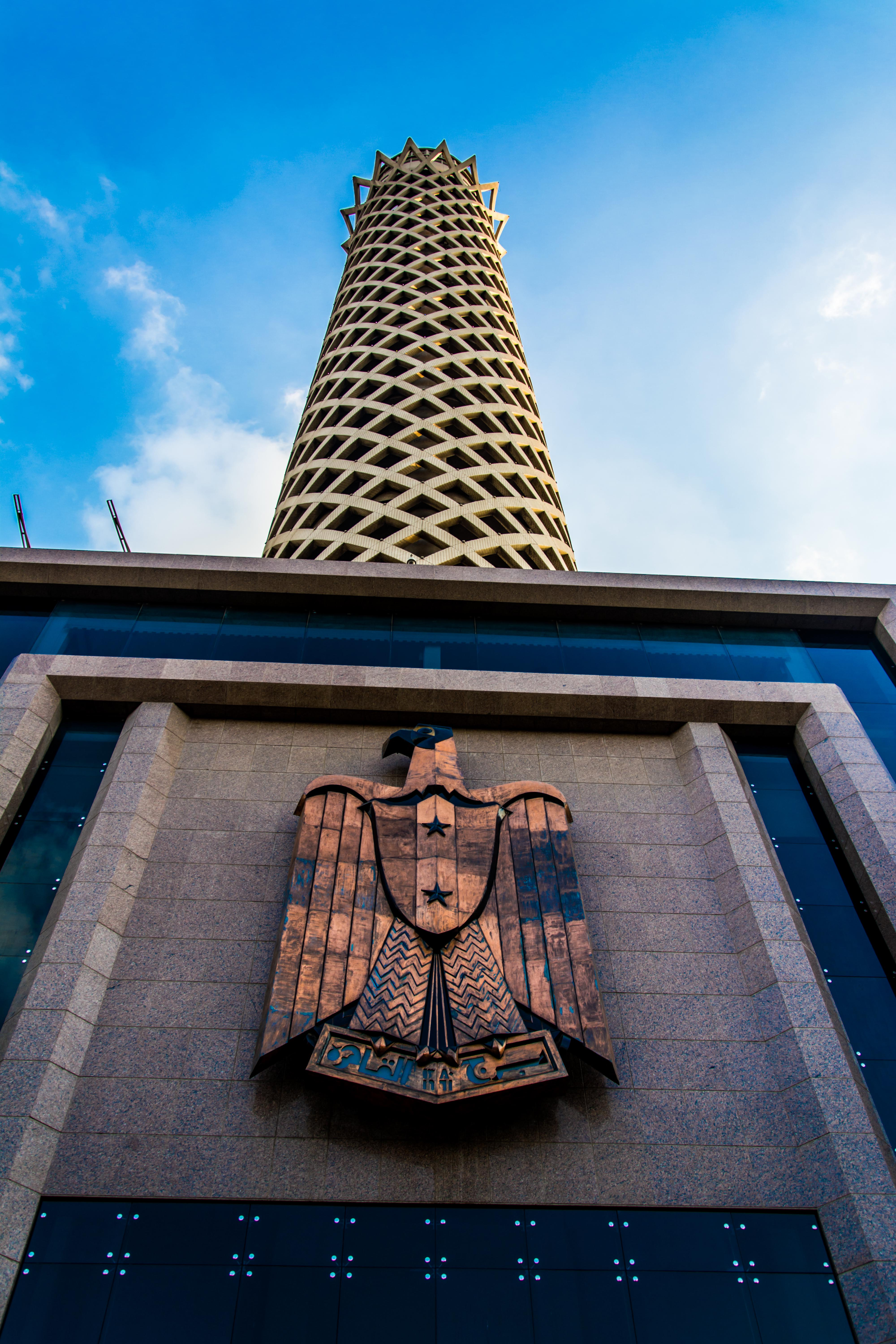

## وصلات خارجية
- الموقع الرسمي لبرج القاهرة